# Новоюрьевка (Николаевский район)
Новоюрьевка (укр. Новоюр'ївка) — село в Николаевском районе Николаевской области Украины.
Население по переписи 2001 года составляло 182 человек. Почтовый индекс — 57115. Телефонный код — 512.

## Местный совет
57110, Николаевская обл., Николаевский р-н, с. Шостаково, ул. Центральная, д. 45; тел. 38-95-41